# Jostre
Jostre (en ucraniano: Гостре, romanizado: Hostre; en ruso: Острое, romanizado: Ostroye) es un pueblo ucraniano perteneciente al óblast de Donetsk. Situado en el este del país, es parte del raión de Pokrovsk y del municipio (hromada) de Kurájove.

## Geografía
Jostre está 19 km al sur de Selídove y 34 km al oeste de Donetsk. 

## Historia
Jostre fue fundado en 1912 como un pueblo para servir a la estación de ferrocarril más cercana y en 1970, el pueblo recibió el estatus de asentamiento de tipo urbano.
Hasta 2020, Jostre fue parte del raión de Marinka pero desde entonces fue incorporada al raión de Pokrovsk.En 2023, Jostre perdió el estatus de asentamiento de tipo urbano en la legislación ucraniana debido a la eliminación de este estatus administrativo.

## Demografía
La evolución de la población de Jostre entre 2001 y 2022 fue la siguiente:
| 885                                                           | 675 | 647 | 594 | 557 |
| (Fuente: Cities & Towns of Ukraine y UKRAINE: Größere Städte) |     |     |     |     |

Según el censo de 2001, la lengua materna de la mayoría de los habitantes, el 71,41%, es el ruso; del 28,59% es el ucraniano.

## Infraestructura

### Transporte
El lugar está ubicado en la vía férrea entre Kurájivka y Donetsk. También hay una carretera local hacia Selídove.